# Ferrier usinage
Ferrier outillage est une ancienne usine de coutellerie et de petite métallurgie qui a été active de 1783 à 2008 à Thiers dans la Vallée des usines, en France.

## Histoire
L'usine s'appelle successivement "coutellerie (rouet) Membrun", puis "Courtesserre et Bétant", puis "Bétant", puis "Sabatier", puis "usine de construction mécanique Terrasse" et enfin "Ferrier outillage".
L'usine cesse son activité au début des années 1970 pour rouvrir en 1979 sous le nom de "Ferrier outillage". Pour accéder à cette usine, un pont en pierre a été construit en 1860 par le propriétaire de l'usine du Faux-Martel, à l'époque Dessapt Gouret.  
Le bâtiment est composé d'un atelier à quelques mètres au-dessus du niveau de la Durolle et d'un pont sur lequel s'est agrandie l'usine en 1947-1948. Le premier étage est au même niveau que l'avenue Joseph-Claussat ce qui permet de relier celui-ci à cette rue par le toit terrasse de l'agrandissement-pont. Il est constitué d'un grand appartement du style des années 1970 surplombant la totalité de la surface de l'usine avec en plus quelques pièces suspendues au-dessus du vide à l’arrière de la bâtisse.

## Situation
Le bâtiment est situé dans la profonde vallée des usines, proche du centre d'art contemporain Le Creux de l'enfer. La Route départementale n°45 passe sur la rive droite de la Durolle tandis que l'usine est sur sa rive gauche.
À l'arrière de l'usine se trouve le cimetière et l'église Saint-Jean de Thiers construits sur une falaise. Au-devant du bâtiment, les flots de la Durolle viennent s'encastrer entre l'usine et les contreforts de la route.